# 三酸化セレン
三酸化セレン（さんさんか—、selenium trioxide）とは、セレンの酸化物の一種。化学式 は SeO3、セレン酸を脱水して得られることから、無水セレン酸とも呼ばれる。

## 性質
吸湿性の白色固体。
水と反応してセレン酸を生じる。

## 合成
単体のセレンをオゾン、あるいは酸素と電気放電により酸化すると、三酸化セレンが生成する。
セレン酸を加熱し、五酸化二リンを作用させると、脱水生成物として三酸化セレンが得られる。